# Gabriela Mistral
Gabriela Mistral, született Lucila Godoy Alcayaga (Vicuña, Chile, 1889. április 7. – Hempstead, New York, 1957. január 10.) chilei költőnő és diplomata.
Az első latin-amerikai szerző, akit 1945-ben lírájának magasröptű gondolatiságáért és érzelmi mélységéért irodalmi Nobel-díjjal tüntették ki. Érzelemgazdag költészetének tárgya a szerelem, az anyai szeretet, valamint az együttérzés minden elesettel.

## Életpályája

### Gyermekkora és fiatal évei

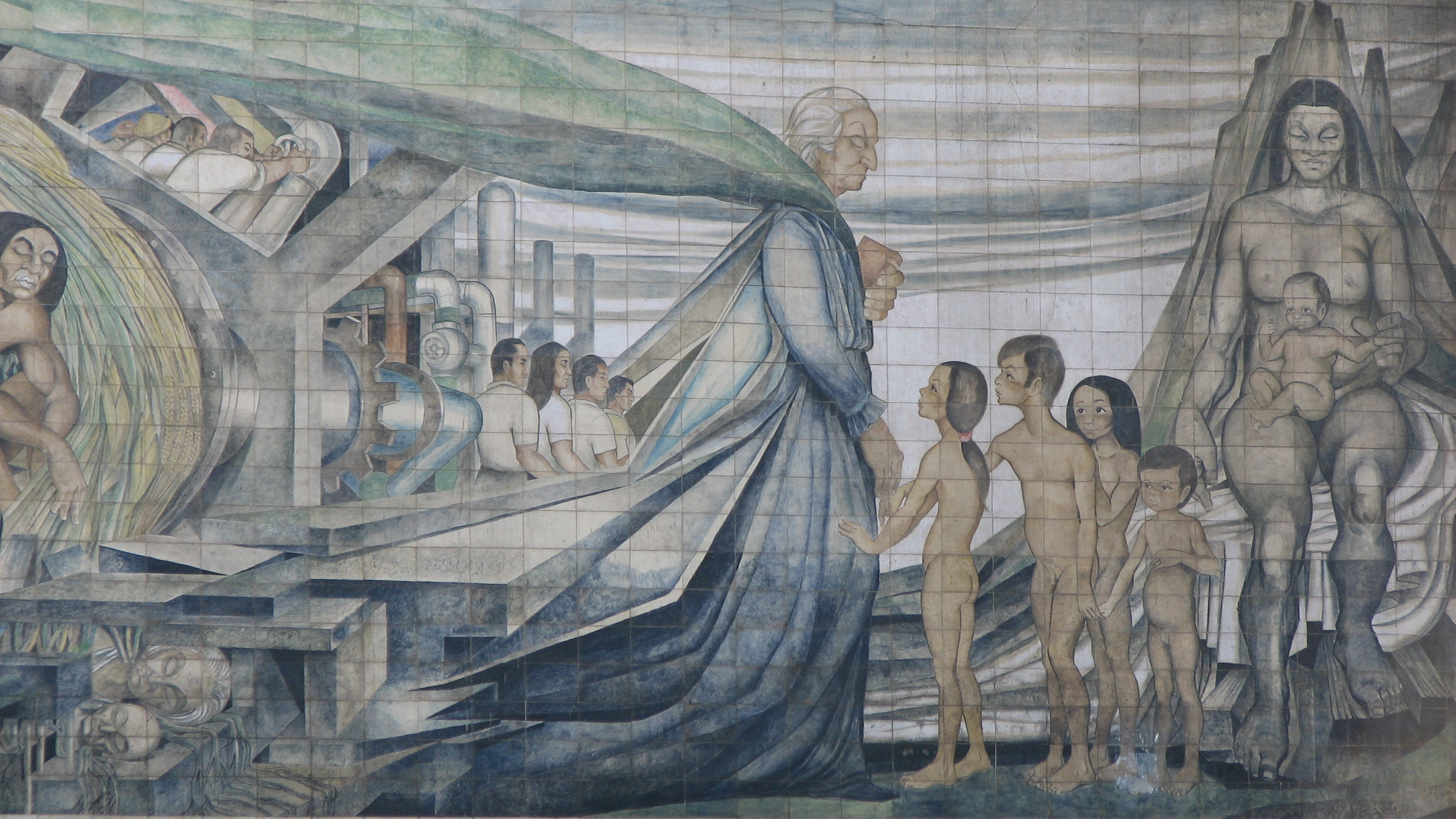
Kerámia-falkép Gabriela Mistral költőnő tiszteletére, készítette: Fernando Daza, 1971

Lucila Godoy Alcayaga néven született Chilében, az Andokban található egyik apró faluban. Családja baszk-indián származású volt, édesapja tanárként dolgozott, de korán, Gabriela hároméves korában elhagyta a családot. Verseiben, amelynek gyakori témája az anyaság és az anyaszeretet, nem szerepel apakép. Nagy hatással volt rá a nála sokkal idősebb féltestvére, aki tanítóként dolgozott. Gabriela is ezt a pályát választotta és már 16 évesen el kezdett dolgozni kisegítő tanárként, hogy anyagilag támogassa családját. Nem sokkal később elkezdett verseket írni; első költeménye (En la siesta de Graciela) és szerzeményei 1905-ben a La Voz de Elqui és a Diario Radical de Coquimbo című lapokban jelentek meg.

### A költőnő
Írói álnevét – Gabriela Mistral – két példaképe, a francia költő Frédéric Mistral és az olasz író Gabriele D’Annunzio nevéből hozta létre, bár ő azt hangoztatta, hogy az álnév Gábriel arkangyal és a földközi-tengeri szél, a misztrál nevéből adódott.
1909-ben szerelme, Romelio Ureta öngyilkos lett, miután kiderült, hogy részt vett egy sikkasztásos bűncselekményben. Gabriela ezt a szomorú eseményt írásaiban próbálta feldolgozni: 1914-ben a Sonetos de la muerte című művével a Juegos Florales nevű irodalmi versenyen a legjobbaknak járó chilei irodalmi díjjal tüntették ki, amivel egész Latin-Amerikában ismertté vált.
Gabriela Mistral 1906 és 1922 között tanítóként dolgozott számos helyen (La Serena, Barrancas, Traiguén, Antofagasta, Los Andes, Punta Arenas, Temuco, Santiago). 1921-ben az egyik legrangosabb iskola igazgatója lett Santiago de Chilében. 1922-ben megjelent második verseskötete, a Desolación, amit a nemzetközi publikum is lelkesen fogadott. Mint minden írása, ez is a szerelemről, a halálról és a reményről szól.
1922 és 1934 között Gabriela Mistral nagyrészt külföldön élt. A mexikói kultúrminisztérium Mexikóba hívta, hogy segítsen az iskolareformok végrehajtásában. Azután az Amerikai Egyesült Államokba, majd Európába ment. 1930-ban vendégprofesszori címet kapott a New York-i Barnad Colleg-ban és a Vassar College-ban Poughkeepsie-ban, spanyol irodalmat tanított a Columbia University, a Middlebury College intézményekben és a Puerto Ricói Egyetemen. Munkája mellett politikai, szocioökonómiai és kulturális témájú cikkeket írt az El Mercurio lapnak.
2006-ban az állam tulajdonába került levelezéséből kitűnik, hogy szoros érzelmi kapcsolatot ápolt asszisztensével, az amerikai Doris Danával 1946-os New York-i megismerkedésüktől haláláig. Az írónő leszbikus kapcsolatának megismerését ugyanakkor nem könnyen fogadják el egyelőre hazájában.

### A diplomata
1933-tól chilei diplomáciai szolgálatot teljesített és a madridi konzulátust vezette. A következő években Chilét képviselte Brazíliában, Spanyolországban, Portugáliában és az Egyesült Államokban. 1938-ban megjelent Tala című verseskötete, amelyben élete legfontosabb személyének, elhunyt édesanyjának állít emléket.
A második világháború idején Brazíliában tartózkodott, ahol megismerkedett a Lotte és Stefan Zweig házaspárral, akikkel később szoros barátságot kötött.
Utolsó éveiben egészségi állapota (hasnyálmirigyrákban szenvedett) a nyilvánosságból való visszavonulásra kényszerítette Mistralt. 1954-ben még egyszer visszatért Chilébe, ahol lelkes fogadtatásban volt része.

### Irodalmi Nobel-díj
1945-ben Gabriela Mistralt jutalmazták az irodalmi Nobel-díjjal. A Svéd Akadémia tulajdonképpen Paul Valérynek szánta a díjat, aki sajnálatos módon a díjátadás előtt elhunyt. Ez úgy hangzik, mintha Gabriela Mistral csak a második választás lett volna. De ez nem így van: Gabriela Mistral neve 1940-től többször felmerült a Nobel-díj osztók körében. Mivel Mistral spanyolul írta műveit, sok irodalombarátnak és verskedvelőnek nem volt lehetősége arra, hogy megismerje őt és szerzeményeit (Latin-Amerikában már 1914-ben híressé vált a Sonetos de la muerte című művével, amiért első díjat kapott), a fordításokra pedig várni kellett; talán ezért került ilyen későn a díjra jelöltek sorába.

## Művei
Műveiben, csakúgy mint hétköznapi életében is, az elnyomottakért küzdött, fellépett a nők, az indiánok, a gyermekek érdekében. Szerzeményeit mély szomorúság szövi át. Bár ő soha nem ment férjhez, sok versében megjelenik az anyaság utáni vágy. 1933-ban adoptálta egy testileg fogyatékos unokaöccsét (Juan Miguel), akit saját fiaként nevelt.
Hívő katolikus volt ugyan, de nem az a konzervatív abszolút keresztény, akit Pinochet idején a chilei irodalomkritikusok csinálni szerettek volna belőle. Szimpatizált a Szent Ferenc renddel és annak szabályaival, de soha nem tudta rávenni magát, hogy ő maga is belépjen egy rendbe. Tisztelte Latin-Amerika szabadságharcosait, különösen José Martít (Kuba) és Sandinot (Nicaragua).
India is befolyásolta Mistral alkotásait: Rabindranáth Tagore és Sri Aurobindo nagy hatással voltak rá (1950-ben Pearl S. Buckkal együtt Sri Aurobindot javasolták az irodalmi Nobel-díjra.

### Az első verseskötet: Desolación
Első verseskötetében (1922) a szerelmi bánat és a halállal való találkozás témája uralkodik. Elárult szerelemről és a vigasztalanságról, lelki sivárságról ír, amit az élettel és a természettel állít szembe. 1924-ben jelent meg a Ternura című kötete, ami gyerektörténeteket, didaktikus verseket és bölcsődalokat tartalmaz. A dalok még napjainkban is nagyon népszerűek.

### A halálé az utolsó szó
Utolsó verseskötete Lagar címmel 1954-ben jelent meg. Ennek a kötetnek a megjelenését is megelőzte egy személyes tragédia: a költőnő örökbe fogadott unokaöccse szerelmi bánat miatt öngyilkos lett. Egy évvel korábban Stefan Zweig és felesége - akikkel szoros barátságban volt - is az önkéntes halált választották.

### Verseskötetei, szerzeményei
- 1914 – Sonetos de la Muerte
- 1922 – Desolación
- 1923 – Lecturas para mujeres
- 1924 – Ternura
- 1934 – Nubes blancas y breve descripción de Chile
- 1938 – Tala
- 1938 – Todas íbamos a ser reinas
- 1941 – Antología
- 1954 – Lagar
- 1957 – Recados, contando a Chile
- Poema de Chile (1967, posztum kiadás)

## Magyarul
Antológiákban:
- Dél keresztje. Latin-amerikai költők versei (1957)
- Hesperidák kertje (1971)
- Hová mégy a nyárban? (1979)
- Járom és csillag. Latin-amerikai költők antológiája (1984)
- 12 spanyol és latin-amerikai költő (1995)

## Gabriela Mistral-díj
Tiszteletére 1979-ben az Amerikai Államok Szervezete létrehozta a Gabriela Mistral kulturális díjat (Premio Interamericano de Cultura "Gabriela Mistral" vagy Gabriela Mistral Inter-American Prize for Culture). A díjat többek között megkapta Eladio Dieste uruguayi építész (1990), Camargo Guarnieri brazil zeneszerző (1992), Isabel Allende chilei írónő (1994) és Antonio Cisneros perui költő (2000).